# Laguna de Oviedo
La Laguna de Oviedo es una reserva natural acuática de la República Dominicana. Se encuentra en la provincia de Pedernales, dentro del Parque nacional jaragua. Cuenta con 28km² de superficie y 1.5 metros de profundidad. Según explicaciones de sus residentes, posee un agua tres veces más salada que la del mar.

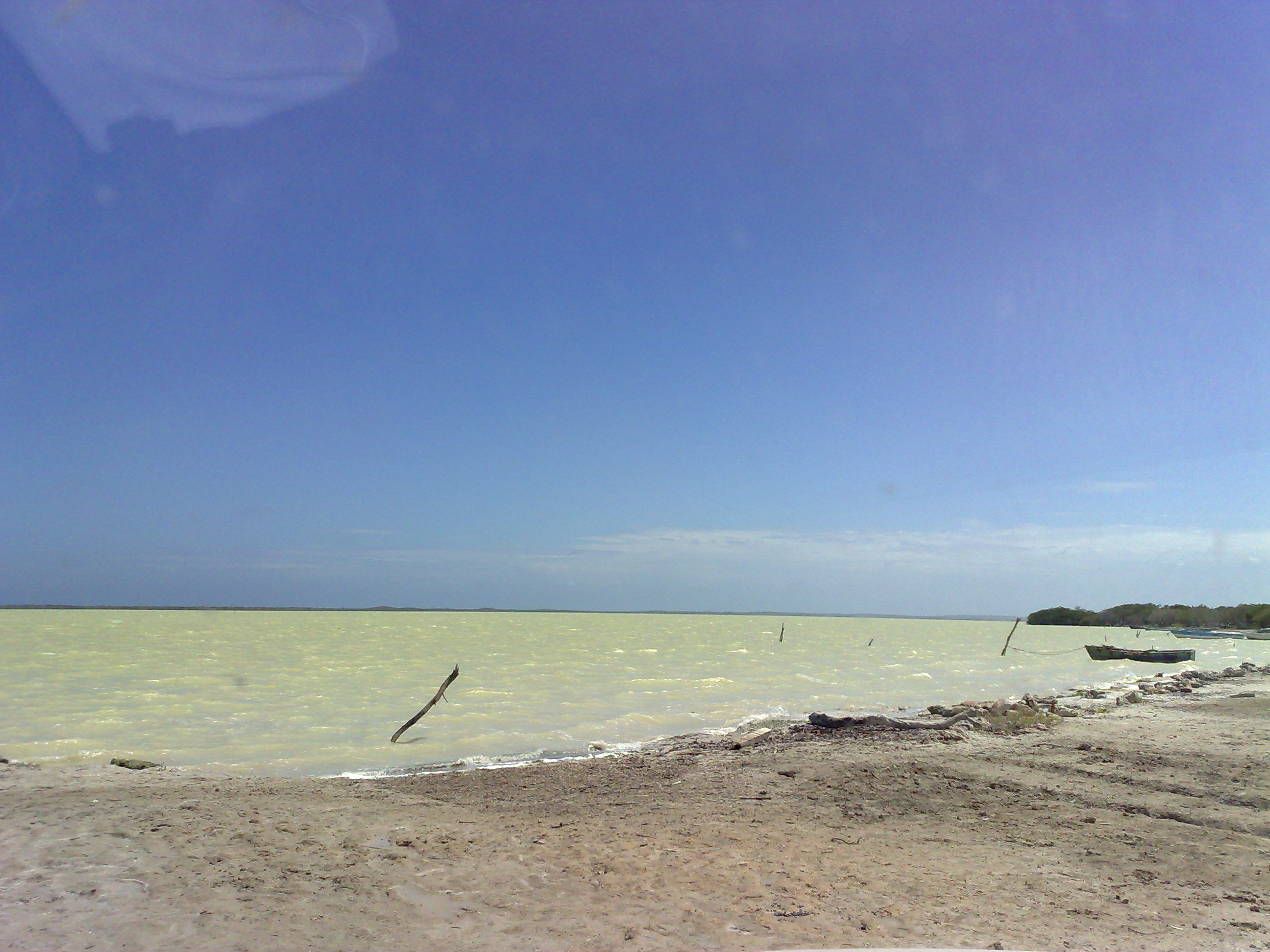
Vista parcial de la Laguna de Oviedo.

## Fauna
La laguna posee 60 especies de aves acuáticas, cangrejos, iguanas, garzas, flamencos y gaviotas. Entre sus peces, se encuentran especies hasta ahora conocidas sólo de esta laguna, como el Cyprinodon Nicholsi. Se pueden encontrar mamíferos, como el solenodonte (Solenodon paradoxus), la jutía (Plagiodontia aedium), lagartos, y 11 especies de murciélagos. Las iguanas rinocerontes (Cyclura cornuta) y la iguana de Ricord (Cyclura ricordi), reptiles endémicos de la isla, están entre los más llamativos.

## Cayos de la Laguna de Oviedo
En su centro tiene 24 islas de poco tamaño a las cuales los indígenas llamaban cayos, el más visitado es el "Cayo de las Iguanas".